# Café sáng
Café sáng (tên đầy đủ là Chapter 1: Café sáng) là album phòng thu đầu tay của nam ca sĩ người Việt Nam Hà Anh Tuấn, phát hành ngày 24 tháng 12 năm 2007 bởi Hãng phim Phương Nam.
Album nhận được nhiều phản hồi tích cực từ những nhà báo tại Việt Nam, cho rằng đây là bước tiến của Hà Anh Tuấn sau chiến thằng tại Sao Mai điểm hẹn 2006 và sau việc phát hành album Ngày hát đôi với ca sĩ Phương Linh.

## Hoàn cảnh ra đời
Sau chiến thắng của mình tại cuộc thi Sao Mai điểm hẹn 2006 với danh hiệu "Ca sĩ triển vọng", 
Hà Anh Tuấn tìm đến nhạc sĩ Võ Thiên Thanh vì anh "mê" các ca khúc của vị nhạc sĩ này từ trước khi anh bước vào ngành nghệ thuật và cho rằng âm nhạc của Võ Thiện Thanh "tràn ngập sự văn minh":
"Sự văn minh cụ thể trong từng lời ca và tính bất ngờ trong triển khai nốt nhạc, nó không giống những khuôn mẫu nào biết trước cả. Không hẳn là sự văn minh của anh là sự bắt chước quốc tế, nó vẫn rất Việt Nam nhưng đi theo một hướng mới là sử dụng ngôn ngữ của chúng ta, để cùng âm nhạc biến nó thành tác phẩm, chất chứa tâm huyết của một người làm nhạc."

Hà Anh Tuấn có chia sẻ rằng dù bận rộn với công việc nhưng anh vẫn có hai thói quen vào những ngày nghỉ cuối tuần là uống café và chạy bộ.

## Sáng tác
Mở đầu album là ca khúc "Buổi sáng ở Ciao Café", trình diễn cùng rapper Hà Okio. Ca khúc đề cập đến một trong những chuỗi café và nhà hàng Ciao tại Việt Nam.
Hà Anh Tuấn chia sẻ rằng "Vòng xoay" là ca khúc yêu thích nhất của anh và mô tả bài hát:
Đơn giản đó là cái bùng binh trên đường. Nào kẹt xe, nào mũ bảo hiểm, khẩu trang che kín biết bao khuôn mặt, không khí nóng bỏng,... Những cuộc đời xoay đều quanh nó giống như sa mạc cát chứ không còn là thành phố nữa."

Nhạc sĩ Võ Thiện Thanh thì cho rằng tiết tấu của bài hát quá nhanh nhưng "yêu cầu vẫn phải hát rõ lời."
Ca khúc mà Võ Thiện Thanh và cả Hà Anh Tuấn thích nhất trong album là "Tôi không thấy anh ấy sáng nay."
Võ Thiện Thanh giải thích về nguồn gốc của ca khúc:
"Sáng nào ngồi café thường thấy một gương mặt trong góc ấy, nhưng rồi hôm nay không thấy người ấy. Những tưởng cuộc sống đô thị bận rộn khiến người ta chẳng có thời gian để ý đến nhau, nhưng thắc mắc này cũng là một cách người đô thị quan tâm đến người khác: có thể anh ta đã rời bỏ cuộc sống ồn ào này để về nơi tĩnh lặng hơn chăng..."
Sau Café sáng thì Hà Anh Tuấn và Võ Thiện Thanh đã không có cơ hội tái hợp, vì vậy mà Hà Anh Tuấn vẫn thường ngồi quán cà phê quen thuộc của anh trên đường Tú Xương, Thành phố Hồ Chí Minh, nghĩ về Võ Thiện Thanh và lẩm nhẩm bài "Tôi không thấy anh ấy sáng nay."
"Tôi đang sống" sau đó đã được tiếp tục xuất hiện trong đĩa đơn/EP của Hà Anh Tuấn, Chuyện của mùa đông vào năm 2014. Những ca khúc trong album, bao gồm "Tôi đang sống", được anh mô tả là "một hành trình yêu đương", "có những mất mát, buồn thương nhưng rồi 'người trong cuộc' vẫn giữ cho mình một niềm tin về tình yêu, về cuộc sống."

## Thiết kế
Phần thiết kế của Café Sáng được đảm nhiệm bởi Cao Trung Hiếu. Album kèm theo mẫu báo cũ mang tựa album mà Hà Anh Tuấn cầm trong ảnh bìa, cùng với lời nhạc và những bài báo cũ về anh. Ý tưởng làm báo này xuất phát từ chính Hà Anh Tuấn. Nói về kiểu thiết kế của tờ báo, Hà Anh Tuấn có nói châm biếm: "Tờ báo cũ là tờ báo có giá trị về mặt thời gian, người thiết kế bảo màu này đẹp thì cứ tin như vậy đi."
Phần thiết kế của album thu hút nhiều bài viết và nhận được nhận xét rất tích cực từ những nhà báo. Ký danh PVH của báo Tiền phong cho rằng phần thiết kế "khá lạ mắt."

## Tiếp nhận
Mai Thương trong một bài viết quảng cáo về anh và hãng điện thoại Samsung đã nhắc đến album và cho rằng album "là tiếng hát từ cuộc sống thường nhật" của anh vì sở thích "nhâm nhi những giọt đắng."

### "Buổi sáng ở Ciao Café"
Ca khúc nhận được rất nhiều khen ngợi từ nhà báo Nghiêm Vũ từ Tuần Việt Nam của báo Vietnamnet, anh gọi bài hát là "chuẩn R&B, tròn vẹn từ hòa âm, ca từ", khen ngợi Hà Anh Tuấn và Hà Okio "kín đáo tung hứng, tiếp lời nhau" và phần trình bày của cả hai.
Theo phóng viên PVH của Tiền Phong, khán giả băn khoăn rằng liệu "Buổi sáng ở Ciao Café" liệu có phải là một bài quảng cáo. Ký danh này cho rằng "người trong cuộc" đã đem ra ca khúc và "Hotel California" của ban nhạc rock người Mỹ Eagles so sánh và cho rằng bài hát của Eagles "bất hủ mang tính cá nhân nhiều hơn là quảng cáo khách sạn." Tuy nhiên, địa danh "khách sạn California" trong ca khúc là hoàn toàn bịa đặt.

### Giải thưởng
| Năm  | Giải thưởng     | Hạng mục đề cử          | Kết quả                   | Chú thích |
| ---- | --------------- | ----------------------- | ------------------------- | --------- |
| 2008 | Album vàng 2008 | Album vàng tháng 6-2008 | Album được yêu thích nhất | [ 8 ]     |
| 2009 | Album vàng 2008 | Album vàng 2008         | Top Album 2008            | [ 9 ]     |

## Danh sách ca khúc
Tất cả các khúc được viết bởi nhạc sĩ Võ Thiện Thanh, trừ "Với em" và "Xinh xinh" được viết bởi nhạc sĩ Hồ Hoài Anh.
| STT | Nhan đề                                       | Thời lượng |
| --- | --------------------------------------------- | ---------- |
| 1.  | "Buổi sáng ở Ciao Café" (hợp tác với Hà Okio) | 3:27       |
| 2.  | "Làm sao nói yêu em"                          | 4:26       |
| 3.  | "Lúc nào anh cũng nghĩ về em"                 | 4:04       |
| 4.  | "Với anh"                                     | 4:04       |
| 5.  | "Xinh xinh"                                   | 4:27       |
| 6.  | "Tôi không thấy anh ấy sáng nay"              | 4:43       |
| 7.  | "Sắc màu cuộc sống" (hợp tác với Hà Okio)     | 3:23       |
| 8.  | "Tôi đang sống"                               | 5:17       |
| 9.  | "Vòng xoáy" (hợp tác với Hà Okio)             | 4:14       |
| 10. | "Với anh (Nhạc nền)"                          | 4:05       |
| 11. | "Buổi sáng ở Ciao Café (Nhạc nền)"            | 3:27       |